# Boombay
Boombay je deváté studiové album české hudební skupiny Krucipüsk, které vyšlo 1. listopadu 2013.

## Podrobnosti
Texty na albu se věnují mj. kritice společnosti („Ó má ves“, „Boombay“, „Paráda"), ironizování vlastní hudební kariéry („Avonojo“, „Jazzaerobig (Funky tuky)“) a mystickým tématům („Brána“).
Jde v pořadí o druhé album kapely, na kterém byly použity dechové nástroje, konkrétně ve skladbách „Boombay“ a „Kotě“.
Jde o poslední album kapely, pro které přebal vytvořil Marcel Musil (před svou smrtí v roce 2014). Fotografie na přebal desky vznikla v pískovcovém dole v Krkonoších.

## Přijetí
Kritiky na album byly obecně nepříznivé. Některé recenze poukazovaly na nevýraznost, nedostatek energie a přehnaně kabaretní pojetí hudebního obsahu, přičemž ho stavěly do konfrontace s nejlépe přijímanými alby z minulosti. Jiné naopak vyzdvihovaly hravost a pestrost materiálu.

## Videoklipy
Na propagaci alba byl plánován videoklip ve spolupráci s hercem Petrem Čtvrtníčkem k titulní písni. Projekt nakonec realizován nebyl. 

## Seznam skladeb
| Pořadí         | Název                    | Délka |
| -------------- | ------------------------ | ----- |
| 1.             | Ó má ves                 | 3:32  |
| 2.             | Boombay                  | 4:14  |
| 3.             | Paráda                   | 7:15  |
| 4.             | Avonojo                  | 5:13  |
| 5.             | Jazzaerobig (Funky tuky) | 4:36  |
| 6.             | Jelen                    | 3:18  |
| 7.             | Kotě                     | 5:34  |
| 8.             | Brána                    | 7:02  |
| 9.             | Ráj                      | 4:35  |
| Celková délka: | Celková délka:           | 45:24 |

## Obsazení
- Tomáš Hajíček – zpěv, perkuse
- Jarmut Gabriel – kytara, doprovodný zpěv
- Richard Scheufler - baskytara, organ, doprovodný zpěv
- Vojtěch Douda – bicí, perkuse, doprovodný zpěv

Hosté
- Roman Holý - klávesy a doprovodný zpěv (1, 4)
- Štěpán Janoušek - pozoun (1, 7)
- Jiří Němec - trubka (1, 7)
- Zbyněk Polívka - tenor saxofon (1, 7)
- Tereza Gabrielová - zobcová flétna (8)
- Dětský sbor Koťata - zpěv (9)

Produkce
- Jan Brambůrek - nahrávání a mix
- Ecson Waldes - produkce
- Maya Duljević - foto
- Marcel Musil - grafické práce